# Harry Pollard (Mathematiker)
Harry Strange Pollard (* 28. Februar 1919 in Boston; † 20. November 1985) war ein US-amerikanischer Mathematiker, der sich mit Analysis und Himmelsmechanik befasste.

## Leben und Werk
Pollard wurde 1942 an der Harvard University bei David Widder promoviert (Studies of the Stieltjes Transform). Er war Professor an der Cornell University und ab 1961 an der Purdue University.
1952/53 war er am Institute for Advanced Study.
Er befasste sich insbesondere mit dem N-Körper-Problem (Stöße, Asymptotik, Virialsatz) in der Himmelsmechanik.
In der Wahrscheinlichkeitstheorie ist der Satz von Erdős, Feller und Pollard nach ihm benannt, der in der Erneuerungstheorie von Bedeutung ist.
Zu seinen Doktoranden gehören Louis De Branges und Donald Saari.

## Schriften
- mit Harold G. Diamond: The Theory of Algebraic Numbers. Carus Mathematical Monographs 9, MAA 1950, 1975.
- Applied Mathematics: An Introduction. Addison-Wesley 1972.
- Celestial Mechanics. Carus Mathematical Monographs 18, MAA 1976, ISBN 0-88385-019-2.
- mit Morris Tenenbaum: Ordinary Differential Equations. Dover 1985, ISBN 0-486-64940-7.